# The Mind of Evil
A The Mind of Evil a Doctor Who sorozat ötvenhatodik része, amit 1971. január 30.-a és március 6.-a között vetítettek hat epizódban.

## Történet
A Doktor és Jo egy börtönbe mennek, ahol a Keller-gépet tartják: a Keller professzor alkotta gép képes a bűnözők fejéből a káros, negatív gondolatokat kiszívni és ezzel megjavítani őket. A Doktor szkeptikus a dologban, főleg amikor a bemutató rosszul sül el, a kísérlet alanya kómába esik. Később másokat holtan találnak a gép mellett, az arcokon ráfagyott rémülettel... A Unit-ot közben egy békekonferencia biztosításával bízzák meg, de ott is esik egy kínos haláleset. A Doktor rájön, hogy Keller professzor tulajdonképp a Mester s a gépben egy földönkívüli parazita rejtőzik, amely gondolatokkal táplálkozik s egyre erősebb lesz...

## Epizódok listája
| Epizód sorszáma | Bemutató napja    | Hossza | Nézők száma (millió) | Formátum                             |
| --------------- | ----------------- | ------ | -------------------- | ------------------------------------ |
| 1               | 1971. január 30.  | 23:39  | 6,1                  | Kézileg színessé változtatott verzió |
| 2               | 1971. február 6.  | 24:31  | 8,8                  | Színesre újított változat            |
| 3               | 1971. február 13. | 24:30  | 7,5                  | Színesre újított változat            |
| 4               | 1971. február 20. | 24:40  | 7,4                  | Színesre újított változat            |
| 5               | 1971. február 27. | 23:34  | 7,6                  | Színesre újított változat            |
| 6               | 1971. március 6.  | 24:48  | 7,3                  | Színesre újított változat            |

## Könyvkiadás
A könyvváltozatát 1985. július 11.-n adták ki.

## Otthoni kiadás
- VHS-n 1998. május 5.-n adták ki.
- DVD-n 2011. szeptember 13.-n adták ki.
  - DVD-n színesben 2013. június 3.-n fogják ki adni.

### Fordítás
- Ez a szócikk részben vagy egészben  a   The Mind of Evil című angol Wikipédia-szócikk fordításán alapul.  Az eredeti cikk szerkesztőit annak laptörténete sorolja fel. Ez a jelzés csupán a megfogalmazás eredetét és a szerzői jogokat jelzi, nem szolgál a cikkben szereplő információk forrásmegjelöléseként.